# SIG Sauer P320
Die SIG Sauer P320 ist eine Selbstladepistole des Herstellers SIG Sauer. Seit 2014 wurde sie, mit rund 2,5 Millionen verkauften Exemplaren, zu einer der am weitesten verbreiteten Pistolen in den USA und ist vielerorts als Dienstwaffe bei dortigen Polizeibehörden im Einsatz. Darüber hinaus wurde die Waffe, ab 2017, von der United States Army als Dienstwaffe verwendet.
Nach Angaben der National Rifle Association belegte die P320, auf der Liste der 2024 in den Vereinigten Staaten am häufigsten verkauften Handfeuerwaffen den zweiten Platz.

## Technik
Grundlegendes Merkmal P320 ist ihr modularer Aufbau. Sie kann (mit Ausnahme der größeren .45-ACP-Patrone) durch Umrüstsätze auf eine andere Munition konvertiert werden. Der Umbau ist ohne Einsatz von Werkzeug möglich. Je nach Kompaktheit und Munition sind vielerlei Kombinationen möglich, die jeweils unterschiedliche Magazinkapazität, Lauflänge und Gewicht ergeben. Zusätzliche Komponenten wie z. B. ein Laserlichtmodul können an einer nach STANAG normierten Picatinny-Schiene unterhalb der Mündung angebracht werden.
Der Hebel zum Lösen des Verschlussfangs ist beidseitig bedienbar, ebenso die Magazinraste. Die Waffe hat ein innenliegendes Schlagstück. Einen äußeren Sicherungshebel gibt es nur bei der militärischen Ausführung, bei der Ausführung für die Polizei und für Zivilisten gibt es ihn nicht. Dort soll stattdessen eine innere Zündstiftsicherung verhindern, dass Schüsse ohne Betätigung des Abzuges ausgelöst werden.

## Verwendung durch die US-Streitkräfte
Im Januar 2017 erteilten die Streitkräfte der Vereinigten Staaten SIG Sauer den Auftrag über rund 500.000 P320-Modelle, durch welche die Beretta 92FS als Dienstwaffe ersetzt werden sollte.

## Konstruktionsfehler und Folgen
Nachdem eine Reihe von Fällen bekannt wurde, in denen die Pistole unabsichtlich beim Ziehen ausgelöst wurde, musterten u. a. die Police Departments in Milwaukee und Dallas die P320 als Dienstwaffe aus. Der Hersteller reagierte 2017 durch eine Anpassung der Konstruktion. Der Abzug der Waffe wurde so verändert, dass sich kein Schuss mehr lösen konnte, wenn der Abzug nicht aktiv betätigt wurde. Auch privat genutzte P320-Pistolen wurden vom Hersteller (auf Wunsch) gegen die mit der neuen Technik ausgerüsteten Modelle umgetauscht.
Vor Gericht klagten mehrere Geschädigte, aus deren P320 sich unbeabsichtigt ein Schuss gelöst hatte, auf Schadensersatz, was den Hersteller (bis 2024) bereits mehr als 11 Millionen US-Dollar kostete.